# La Loi du survivant
Pour plus de détails, voir Fiche technique et Distribution.
La Loi du survivant est un film français réalisé par José Giovanni, sorti en 1967. Il s'agit de la première réalisation de José Giovanni.
C'est une adaptation de la deuxième partie de son roman Les Aventuriers. Sa première partie a été adaptée un peu avant la même année sous le titre Les Aventuriers, réalisé par Robert Enrico, avec Alain Delon et Lino Ventura dans les rôles principaux.

## Synopsis
Stan Krol, dit le Kalmouk, est un aventurier. Avec deux camarades, il a fait fortune en déterrant quelque part en Asie un fabuleux trésor, mais l'un d'eux a été tué et le Kalmouk vient pieusement en pèlerinage sur sa tombe, en Corse. Un soir de « sortie » sur l'île, un vieil ami corse l'introduit dans une mystérieuse propriété, gardée par des chiens féroces, dans laquelle il découvre qu'une jeune fille, Hélène, est livrée à la prostitution. Une inexplicable terreur la maintient prisonnière. Kalmouk la fait évader. Ce faisant, il tue les chiens. Bientôt, les deux se sentent traqués par les gens du château. Le Kalmouk parvient à rendre Hélène, la jeune fille, maîtresse de ses paniques. Il lui enseigne aussi que la peur la plus difficile à maîtriser est celle de se tuer.
Il reçoit alors d'une bande une provocation en duel, non à cause d'Hélène, mais des chiens qu'il a tués. Il en sort vainqueur, non sans mal. Mais, au moment où il va enfin quitter la Corse avec Hélène, survient un personnage masqué de cuir : c'est le principal occupant du château, qu'Hélène a jadis livré aux Allemands pendant la guerre par lâcheté, et qui, défiguré, la livrait à la prostitution par vengeance. Il accorde aux jeunes gens leur liberté, mais dit au Kalmouk toute la vérité sur Hélène. Celle-ci s'enfuit, monte sur le parapet des remparts. Le Kalmouk parti à sa recherche l'aperçoit d'en bas. Il la regarde fixement en silence. Elle se jette dans le vide.

## Les personnages
Dans le roman de Giovanni, ainsi que dans l'adaptation au cinéma de sa première partie par Robert Enrico où il est interprété par Lino Ventura, le personnage qui porte le nom de Stan Krol dans La Loi du survivant s'appelle Roland Darbant. Roland Darbant était le nom que Giovanni avait donné au véritable Roland Barbat, « le roi de l'évasion », dans son roman autobiographique Le Trou relatant sa tentative d'évasion de la Prison de la Santé en 1947. Dans le film Le Trou (1960) de Jacques Becker le rôle de Roland Darbant est tenu par Roland Barbat lui-même sous le nom de Jean Keraudy.

## Fiche technique
- Titre : La Loi du survivant
- Réalisation : José Giovanni
- Supervision technique : Paul Vecchiali
- Scénario et dialogues : José Giovanni, d'après son roman Les Aventuriers (Gallimard, 1960)
- Photographie : Georges Barsky
- Son : Antoine Bonfanti
- Musique : François de Roubaix
- Montage : Lila Biro
- Production : Stephan Films - S.N.C.
- Tournage : du 5 septembre au 26 octobre 1966
- Pays de production :  France
- Format : Couleur (Eastmancolor) — 35 mm — 2,35:1 — Son : Mono
- Durée : 100 minutes
- Date de sortie : 
  - France : 19 avril 1967

## Distribution
- Michel Constantin : Stan Krol, dit le Kalmouk
- Alexandra Stewart : Hélène
- Edwine Moatti : Maria, la sœur de Pao
- Roger Blin : Pao, le résistant
- Albert Dagnant : Galinetti
- Jean Franval : « le jardinier »
- Frédéric Lambre : un frère de Pao
- Daniel Moosmann : un frère de Pao
- Christian Barbier